# Impatiens kleiniformis
Impatiens kleiniformis är en balsaminväxtart som beskrevs av Sedgwick. Impatiens kleiniformis ingår i släktet balsaminer, och familjen balsaminväxter. Inga underarter finns listade i Catalogue of Life.